# Pheretime
Pheretime (altgriechisch Φερετίμη Pheretímē, auch Pheretima Φερετίμα Pheretíma) war eine Königin von Kyrene im 6. Jahrhundert v. Chr.
Pheretime war die Gattin des Battos III. und  Mutter des Arkesilaos III. Nachdem dieser die Königsrechte zurückforderte und um 520/515 vertrieben wurde, floh Pheretime zu König Euelthon nach Salamis auf Zypern und forderte von ihm vergeblich militärischen Beistand. Herodot berichtet, sie habe vielerlei Geschenke bekommen, die Zusage militärischer Hilfe sei ihr jedoch verweigert worden. Schließlich habe Euelthon ihr eine Spindel aus Gold, einen Rocken und Wolle geschenkt mit der Bemerkung, dies seien passende Geschenke für eine Frau.
Nach der Wiedereroberung Kyrenes durch ihren Sohn und dessen Flucht nach Barke herrschte sie als Königin mit Sitz im Rat. Nach Arkesilaos’ Ermordung in Barke rächte sie ihn in einem Feldzug gegen die Stadt mit Hilfe des persischen Satrapen von Ägypten Aryandes und hielt dort ein grausames Strafgericht. Sie starb in Ägypten an einer Fäulniskrankheit. Hauptquelle zur Geschichte der Pheretime ist Herodot mit seinen Historien (4,162–167; 4,200–205). Die ungewöhnliche politische Rolle dieser Frau führte schnell zur Legendenbildung unter der Topik der klugen, rachsüchtigen Königin.